# Herman Gummerus (ingenjör)
Herman Erik Gummerus, född 18 september 1841 i Brahestad, död 16 oktober 1892 i Vasa, var en finländsk ingenjör. Han var far till filologen Herman Gummerus.
Gummerus filosofie magister 1867 och bedrev därefter tekniska studier i Zürich. Han anställdes 1868 vid byggandet av Riihimäki–Sankt Petersburg-banan, blev 1872 baningenjör i Sankt Petersburg samt 1878 bandirektörsassistent vid Järnvägsstyrelsen. Han kommenderades 1883 till Vasa, där han byggde Vasklotbanan under ytterst svåra förhållanden. Han var ledamot av borgarståndet vid lantdagarna 1885 och 1888. Han var en av stiftarna av Tekniska föreningen i Finland.